# عروس به یلواسکای می‌آید
«عروس به یلواِسکای می‌آید» یک داستان کوتاه وسترن چاپِ سال ۱۸۹۸ نوشتهٔ نویسندهٔ آمریکایی استیون کرین (۱۸۷۱–۱۹۰۰) است. این داستان در انگلستان نوشته شده‌است و نخستین بار در مجلهٔ McClure's به چاپ رسید. قهرمان داستان یک مارشال تگزاسی به نام جک پاتر است که به همراه عروس خود که اهل شرق آمریکاست در حال بازگشت به شهر یلواِسکای است. اسکراچی ویلسنِ هفت تیرکش، دشمن قدیمیِ پاتر، در حال مستی تصمیم می‌گیرد هنگامی که کلانتر از قطار پیاده می‌شود، سر راه او سبز شود، اما هنگامی که کلانترِ بی‌سلاح و عروسش را می‌بیند، تصمیمش عوض می‌شود.
این داستان کوتاه الهام‌بخش اپرایی به همین نام در سال ۱۹۶۷ اثر راجر نیکسن و فیلم «چهره به چهره» در سال ۱۹۵۲ بود.
استیون کرین نویسندهٔ آمریکایی زادهٔ ۱ نوامبر ۱۸۷۱ در نیوآرکِ نیوجرسی بود که در ۵ ژوئن ۱۹۰۰ بر اثر بیماری سل درگذشت. او هنگام مرگ در آلمان زندگی می‌کرد. به گفتهٔ دائرةالمعارف بریتانیکا او به رمان‌نویسی، شاعری و نویسندگیِ داستانهای کوتاه شهرت دارد و بیشترِ شهرت او به خاطر ۲ رمان «مگی: دختری از خیابان‌ها» (۱۸۹۳) و «نشان قرمز شجاعت» (۱۸۹۵) و ۳ داستان کوتاه او با نامهای «قایق روباز»، «عروس به یلواسکای می‌آید» و «هتل آبی» است.